# 颶風吉納維芙 (2014年)
颶風吉納維芙（英語：Hurricane Genevieve），也稱為颱風吉納維芙（英語：Typhoon Genevieve），是自1999年颶風多拉以來首個橫跨所有三個北太平洋洋面的熱帶氣旋。7月25日，吉納維芙從一股位於夏威夷州東南偏東的東風波發展成2014年太平洋颶風季的第八個熱帶風暴。然而，強烈垂直風切變導致它在翌日減弱為熱帶低氣壓，並在7月28日退化成殘留低氣壓。7月29日晚上，系統重新發展成熱帶低氣壓，但受垂直風切變和乾空氣影響，系統在7月31日再次減弱為殘留低氣壓。
其殘留重新發展成熱帶低氣壓，並於8月2日在夏威夷州以南短暫達到熱帶風暴標準，但不久後又減弱為熱帶低氣壓。8月5日晚上，吉納維芙再次增強為熱帶風暴，並於翌日在有利條件下快速增強為一級颶風。8月7日早上，吉納維芙增強為四級颶風，在不久後穿越国际日期变更线並被重新歸類為颱風，也成為2014年太平洋颱風季的第十三個獲命名的風暴。當天晚上，吉納維芙在威克島西南偏西方達到最高強度。
颱風吉納維芙於8月8日中午開始逐漸減弱，8月9日由熱帶對流層上部槽帶來的更強垂直風切變進一步使其減弱。颱風在8月10日中午橫越北緯30度線，因海面溫度較低及下沉不斷擴大，在不久後減弱為強烈熱帶風暴。吉納維芙於8月11日減弱為熱帶風暴，並於翌日減弱為熱帶低氣壓，當時其深層對流已有所減弱。

## 氣象歷史

### 起源與再生
7月17日，國家颶風中心開始監測一個從中美洲北部離岸向西移動的东风波，伴隨少量陣雨和雷暴。四天後，雷暴活動變得更加集中；到7月22日，低壓區變得更有組織。7月23日，國家颶風中心指出該系統可能在兩天內變成熱帶低氣壓；然而，該機構還指出风切变可能會在未來幾天有所增強。隨著中心附近的深層對流有所增加，以及高級散射儀收集的數據顯示出現一個達熱帶風暴風力標準的大風區域，國家颶風中心在7月25日將該系統升級為熱帶風暴吉納維芙。此後不久，系統達到風力時速75公里的首波最高強度。

7月25日，達到首波最高強度的熱帶風暴吉納維芙

此後不久，副熱帶高壓脊和熱帶輻合帶帶來強勁的风切变，影響系統的發展，導致吉納維芙在繼續向西移動時失去組織。在低層環流中心外露並與深層對流分離後，國家颶風中心隨後在7月26日將其降格為熱帶低氣壓。儘管雖然在翌日早上其中心附近的深層對流有所增加，但吉納維芙在穿越西经140度线時繼續與西風風切變對抗，進入中太平洋颶風中心監測的水域。由於缺乏深層對流，中太平洋颶風中心表示吉納維芙已於7月28日早上變成殘留低氣壓，只剩下低層雲層漩渦。不過，由於預測風切變水平會下降，中太平洋颶風中心指出其重新發展的可能性。
大約在36小時後，吉納維芙的殘餘在夏威夷群島主要島嶼東南方再生成熱帶低氣壓。該系統在7月30日短暫地變得更有組織，促使中太平洋颶風中心預測風暴將重新增強為熱帶風暴。然而在當天晚上，由於東南風切變增加和乾空氣滲透，低層環流中心已切離至深層對流以東。在7月31日21時，由於中心以西只有一個孤立的深層對流區域，中太平洋颶風中心報告表明吉納維芙再次退化成殘留低氣壓。

### 增強及最高強度
吉納維芙的殘餘繼續向西移動，進入更有利於熱帶氣旋發展的環境。8月2日下午，隨着風暴再次獲得深層對流且上層流出模式有所改進，吉納維芙重生成熱帶低氣壓。到當天21時，吉納維芙再次達到熱帶風暴標準，繼續沿着其北方的副熱帶高壓脊向西移動，但僅僅6小時後，中太平洋颶風中心將吉納維芙降格為熱帶低氣壓。中心附近的深層對流時而增加，時而消退，然而吉納維芙未能重新增強。在向西南偏西移動後，吉納維芙於8月4日繼續沿着北方的高壓脊，轉向西北偏西移動。
儘管有中等的風切變，對流很快就環繞在低層環流的東南側。儘管持續受風切變影響，在8月5日21時，中太平洋颶風中心仍將系統升級為熱帶風暴。風切變迅速減弱，使其進入一段快速增强期。到8月6日下午，吉納維芙增強至一級颶風下限；該系統還在新形成的風眼周圍形成中心密集雲團區和組織良好的雲帶。橫越海面溫度非常高的海面，其增強趨勢在當晚有所加快。根據進階的德沃夏克分析法估計其風速達每小時215公里，以及顯示其非常清晰的風眼被非常寒冷的雲頂包圍，中太平洋颶風在翌日早上將颶風升級至萨菲尔-辛普森飓风风力等级的四級標準。

吉納維芙橫越國際換日線後的紅外線衛星動畫

吉納維芙在8月7日6時越過国际日期变更线，進入由日本氣象廳營運的東京區域專責氣象中心責任區。因此，日本氣象廳立即將吉納維芙認定為颱風，十分鐘最大持续风速為每小時185公里。聯合颱風警報中心基於其直徑23公里的風眼被緊密且對稱的對流圍繞，以及受惠於一個位於北方和東方的強熱帶對流層上部槽，打開非常好的極向外流，也將吉納維芙升級為超級颱風。僅6小時後，聯合颱風警報中心報告指出吉納維芙已達到一分鐘持續風速每小時260公里的五級標準，當時微波圖像顯示直徑111公里的眼牆以南象限的上方有一個對流帶。由於吉納維芙繼續停留在徑向外流和低垂直风切变的有利環境中，日本氣象廳表示位於威克島東南偏東約1,220公里處的颱風已於8月7日晚上達到最高強度，十分鐘最大持續風速為每小時205公里。

### 消亡
8月8日上午，吉納維芙開始沿著位於東方和東北方的深層副熱帶高壓脊的西部外圍向北移動。雖然當天中午颱風結構依然緊密，但深層對流帶變得支離破碎顯示吉納維芙已開始其減弱趨勢。結果，由於系統周圍的對流變暖，聯合颱風警報中心在同日晚上將吉納維芙降級為颱風。8月9日早上，吉納維芙加速向東北偏北方向移動，開始遭遇高達每小時55公里的垂直風切變，以及沿着熱帶對流層上部槽的西部外圍岀現下沉，加上來自該槽的外流減弱。因此，其風眼被雲層遮蓋，而核心附近最深層的對流亦開始變暖。系統於下午開始向西北偏北方移動，此時寒冷的密集雲團區已經縮小且變得不甚對稱。

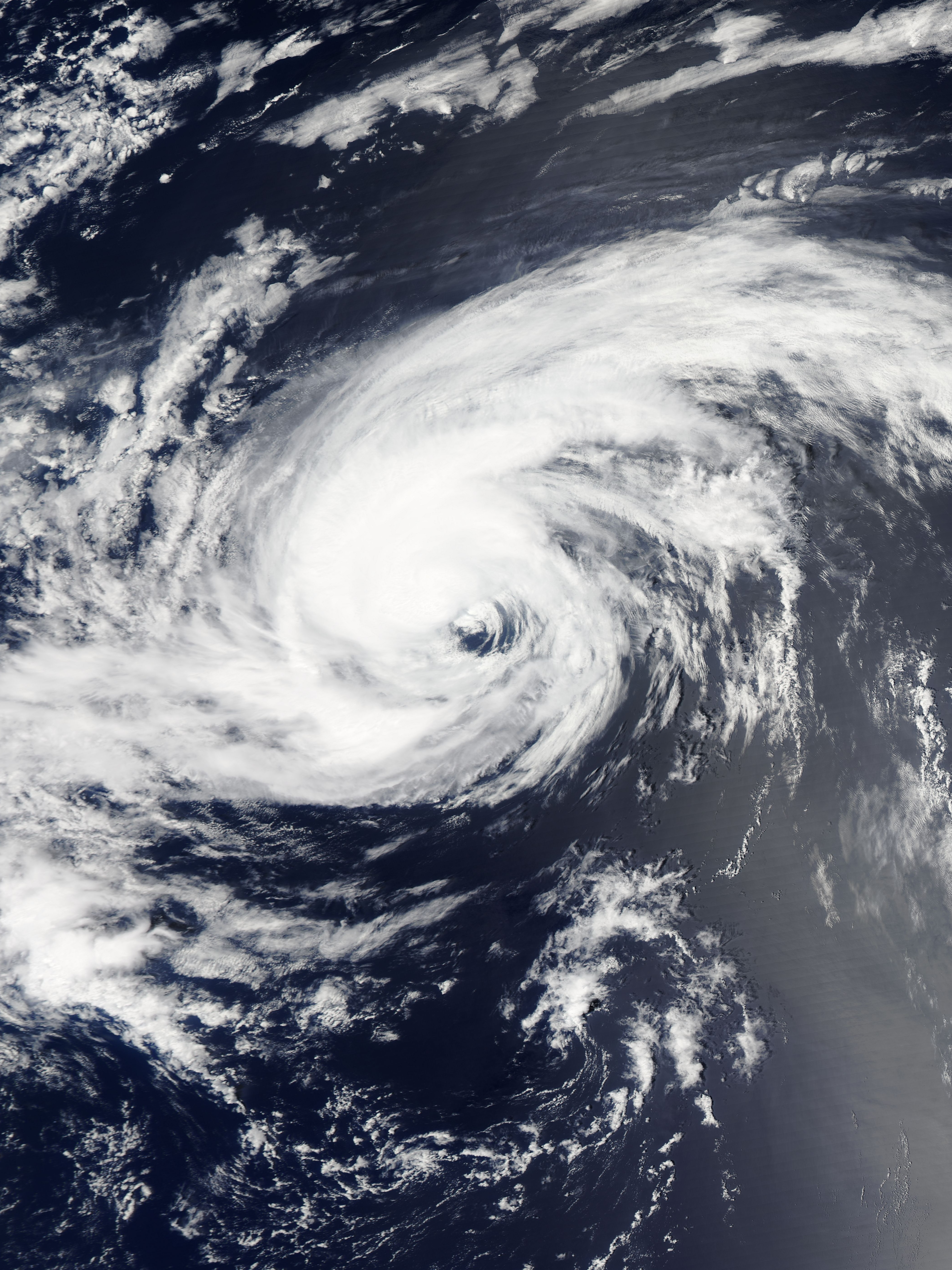
8月11日的強熱帶風暴吉納維芙

吉納維芙有8月10日早上重新形成一個直徑27公里的風眼，對流變得更加對稱和有組織，但只維持短時間。隨著系統被拉長，風眼很快就消失。高層分析顯示一個複雜的環境——一個位於東南方的反气旋，一個位於西方的熱帶對流層上部槽，以及另一個位於北方的反氣旋。熱帶對流層上部槽和首個反氣旋為該系統上帶來強烈的上層西南氣流和中等的垂直風切變，但這些不利因素被颱風的高移動速度所抵消。系統向西北方移動，吉納維芙在中午越過北纬30度线，開始遇到低於攝氏26度的不利海面溫度。與此同時，一個挖掘槽正在擴大下沉區域，將系統核心與沿赤道方向的熱帶水氣分隔出來。之後，隨著乾空氣包圍系統，緊密地包裹颱風低層環流中心的深層對流迅速減弱。
8月10日晚上，日本氣象廳將位於中途島西北偏西約1,080公里處的吉納維芙降級為強烈熱帶風暴，而聯合颱風警報中心於翌日早上將其降級為熱帶風暴。乾空氣、低海面溫度以及與熱帶濕氣的聯繫迅速減弱，使風暴上空的深層對流幾乎完全消散。這一過程因熱帶對流層上部槽的解體而加速，有助於增強赤道向的流出。在眾多不利環境因素的共同影響下，日本氣象廳在中午將正在迅速減弱的系統降級為熱帶風暴，此時系統開始向西北偏西移動且速度有所放緩。由於與弱低層環流中心相關的對流有所減弱，聯合颱風警報中心在同日晚上發佈最後警告並將吉納維芙降級為熱帶低氣壓。
日本氣象廳在8月12日6時將吉納維芙降級為熱帶低氣壓後，系統向西漂移，然後非常緩慢地向西北移動，直到8月13日晚才加速向東北方移動。日本氣象廳報告指熱帶低氣壓吉納維芙在8月14日中午之前已消散；然而，海洋預報中心表示該後熱帶氣旋在同日晚上穿越國際換日線，再次進入北太平洋中部。8月15日中午之前，吉納維芙的殘留最終被另一個溫帶氣旋吸收。

## 外部連結
- 國家颶風中心有關颶風吉納維芙的公告存檔 （页面存档备份，存于）
- 中太平洋颶風中心有關颶風吉納維芙的CPHC 產品存檔 （页面存档备份，存于）
- 日本氣象廳有關颱風吉納維芙（1413）的一般資訊 （页面存档备份，存于），來自數位颱風
- 日本氣象廳有關颱風吉納維芙（1413）的最佳路徑數據 （页面存档备份，存于） （日語）
- 07E.GENEVIEVE （页面存档备份，存于）來自美國艦隊數值氣象和海洋學中心